# Мартынов, Игорь Александрович (хоккеист)
Игорь Александрович Мартынов (род. 19 января 1999 Красное Белару́сь) Белорусский хоккеист, нападающий. Игрок омского Авангарда.

## Биография
Команды за карьеру: «Динамо-Раубичи» (Высшая лига Белоруссии, 2015—2016), сборная Белоруссии U18 (Высшая лига Белоруссии, 2016—2017), сборная Белоруссии U20 (Белорусская Экстралига, 2016—2017), «Victoria Royals» (WHL, 2017—2019), «Динамо» (Минск, КХЛ, 2019—2023), «Динамо-Молодечно» (Белорусская Экстралига, 2020—2021), «Шахтер» (Солигорск, Белорусская Экстралига, 2022).

## Статистика
В КХЛ сыграл 231 матч, забросил 25 шайб, сделал 19 передач, набрал 70 минут штрафа, показатель полезности «-28».
В WHL сыграл 145 матчей, забросил 32 шайбы, сделал 62 передачи, набрал 80 минут штрафа, показатель полезности «-6».
В Белорусской Экстралиге сыграл 58 матчей, забросил 13 шайб, сделал 24 передачи, набрал 22 минуты штрафа, показатель полезности «-3».
В Высшей лиге Белоруссии сыграл 58 матчей, забросил 31 шайбу, сделал 26 передач, набрал 34 минуты штрафа.